# I Thought It Was Over
I Thought It Was Over is een nummer van de Britse band The Feeling uit 2008. Het is de eerste single van hun tweede studioalbum Join with Us.
Het nummer gaat over een liefdesaffaire rond de val van de Berlijnse Muur. Volgens frontman Dan Gillespie Sells is het eerste stuk geïnspireerd uit Pinball Wizard van The Who. "I Thought It Was Over" werd een groot succes in het Verenigd Koninkrijk, waar het de 9e positie bereikte. Daarbuiten werd de plaat in Oostenrijk en Zwitserland een kleine hit. In het Nederlandse taalgebied heeft het nummer echter nooit de hitlijsten weten te behalen.

## Tracklijst
Cd-single
1. "I Thought It Was Over" – 3:32
2. "Don't Make It Easy" – 2:55
3. "Colombia" – 4:06
4. "I Thought It Was Over" (officiële videoclip)

7"-single
1. "I Thought It Was Over" – 3:32
2. "Colombia" – 4:06

Muziekdownload
1. "I Thought It Was Over" (radioversie) – 3:32

Digitale remixen-EP
1. "I Thought It Was Over" (Tom Middleton Vocal remix) – 7:30
2. "I Thought It Was Over" (Tom Middleton Dub remix) – 8:08